# Maip Muritaka Rural LLG
Maip Muritaka Rural LLG é um governo local da Província de Enga, Papua-Nova Guiné.
Na cobertura de notícias do deslizamento de terra em Enga em 2024, que afetou as aldeias de Yambali e Kaokalam, geralmente foi referido como "Mulitaka".

## Distritos
- 01. Tumudane
- 02. Walya
- 03. Yeim
- 04. Yalum
- 05. Tombaip
- 06. Rumbapes
- 07. Yambali
- 08. Mulitaka
- 09. Torenam
- 10. Malaumanda
- 11. Lauk
- 12. Tokom (Winjak)
- 13. Lemong/Poreak
- 14. Kaundak
- 15. Pokolip
- 16. Yuyango
- 17. Puaipak
- 18. Paitengis
- 19. Ipalopa